# Серия Лаймана

Серия Лаймана

Се́рия Ла́ймана — серия спектральных линий в спектре атома водорода. Эта серия образуется при переходах электронов с возбуждённых энергетических уровней на первый невозбуждённый уровень основного состояния атома водорода в спектре излучения (эмиссионном спектре) и с первого уровня на все остальные в спектре поглощении.
Переход с ближайшего верхнего уровня на некоторый уровень во всех спектральных сериях водорода обозначается греческой буквой {\displaystyle \alpha ,} со следующего — буквой {\displaystyle \beta } и т. д. Для обозначения самой серии Лаймана используется либо латинская буква {\displaystyle L}, либо сокращение {\displaystyle Ly}. Таким образом, полное обозначение спектральной линии, возникающей при переходе электрона со второго уровня на первый — {\displaystyle L_{\alpha }} или {\displaystyle Ly}α (произносится: Лайман альфа), с третьего {\displaystyle L_{\beta }} или {\displaystyle Ly}β и т. д.
Серия названа в честь американского физика Теодора Лаймана, открывшего эту серию в 1906 году.

## Серия Лаймана
Формула Ридберга для серии Лаймана выглядит следующим образом:
{\displaystyle {1 \over \lambda }=R_{\text{H}}\left({\frac {1}{1^{2}}}-{\frac {1}{n^{2}}}\right)\qquad \left(R_{\text{H}}\approx 1{,}0968{\times }10^{7}\,{\text{m}}^{-1}\approx {\frac {13{,}6\,{\text{eV}}}{hc}}\right),}
где {\displaystyle n} — главное квантовое число — натуральное число, большее либо равное 2;
{\displaystyle R_{H}} — постоянная Ридберга для атома водорода.
Самая коротковолновая граница серии Лаймана 91,175 нм, что соответствует энергии 13,6 эВ — минимальной энергии ионизации невозбуждённого атома водорода. С этой стороны в наблюдаемом спектре водорода к серии Лаймана примыкает сплошной спектр, соответствующей энергиям, превышающим энергию связи электрона и протона в атоме водорода.
Все линии серии Лаймана находятся в ультрафиолетовом диапазоне:
| n               | 2     | 3     | 4    | 5    | 6    | 7    | 8    | 9    | 10   | 11   | {\displaystyle \infty } |
| Длина волны, нм | 121,6 | 102,5 | 97,2 | 94,9 | 93,7 | 93,0 | 92,6 | 92,3 | 92,1 | 91,9 | 91,15                   |

## Применение
Длина волны 91,15 нм называется пределом серии Лаймана. Самые древние звёзды состоят преимущественно из водорода, поэтому в их спектре нет спектральных линий короче этого предела. Вследствие этого резкое падение интенсивности их спектра в коротковолновой части может быть однозначно интерпретировано как наблюдение предела Лаймана. При этом из-за расширения Вселенной предел Лаймана испытывает красное смещение, которое может быть вычислено по наблюдаемой длине волны предела и известному значению для покоящегося относительно наблюдателя газа. Кроме того, существует связь между красным смещением и расстоянием до звезды. Таким образом, наблюдение предела Лаймана позволяет определять расстояние до далёких и древних звёзд.
Линии серии Лаймана представляют особый интерес для астрономов, изучающих звезды и галактики по красному смещению. Из-за красного смещения свет далёких галактик и квазаров находится частично в видимом или инфракрасном спектральном диапазоне, что позволяет исследовать крупномасштабное распределение водорода во Вселенной по анализу поглощения линии Лайман-альфа в межгалактическом нейтральном водороде даже наземными обсерваториями (см. Лес Лайман-альфа).
Ещё одна область применения — метеорология. Гигрометры, принцип действия которых основан на измерении интенсивности линии Лайман-α, используются для измерения влажности верхних слоёв атмосферы, оборудование устанавливается на исследовательских самолётах.